# Nekrolog April 2017
Nekrolog
◄◄
| ◄
| 2013
| 2014
| 2015
| 2016
| 2017 | 2018 | 2019 | 2020 | 2021 | ►
Januar |
Februar |
März |
April |
Mai |
Juni |
Juli |
August |
September |
Oktober |
November |
Dezember 2017
Weitere Ereignisse | Allgemeiner Nekrolog 2017
Die Beschreibung der verstorbenen Person sollte so kurz wie möglich gehalten sein und nur deren signifikante Tätigkeit(en) enthalten.
Neue Namen ggf. auch unter dem Geburts- und Sterbedatum, also etwa unter 1. Januar und im Geburts- und Sterbejahr (2024) eintragen (nur bei entsprechender großer Wichtigkeit). Für Beispiele siehe die schon vorhandenen Artikel.
Außerdem über die fünf zuletzt Verstorbenen, zu denen es einen ausreichend guten Artikel für eine Präsentation auf der Hauptseite gibt, nach der todesbedingten Überarbeitung der Artikel ggf. auch unter Wikipedia Diskussion:Hauptseite informieren und sie am besten auch in den anderen Wikipedia-Sprachversionen eintragen. Tipp: Regelmäßig bei news.google.de nach „ist tot“, „gestorben“ oder „verstorben“ suchen.
Wenn eine Person gestorben ist, gibt es viele Seiten zu dieser Person in der Wikipedia, die davon auch betroffen sind und entsprechend aktualisiert werden müssen. Beispiele: Namenübersichtsseite, Geburtsjahr, Geburtsort-Seiten und viele mehr.
Wie finde ich die betroffenen Seiten?
Im Suchfeld auf der linken Seite gibt man den Suchbegriff so ein: „Vorname Nachname“. Dann klickt man auf Volltext und alle Seiten mit entsprechendem Suchtext werden aufgerufen. Hier sieht man dann schnell, wo auch das Todesjahr Sinn macht oder sogar ein Teil des Artikels angepasst werden muss. Auch hilft das „Werkzeug“ auf der linken Seite sehr gut, um solche Seiten aufzufinden: „Links auf diese Seite“. Somit ist die Wikipedia wieder aktuell in allen Bereichen! Hinweis: bei Eintragung der Kategorie „Gestorben JAHR“ wird der Missbrauchsfilter 49 ausgelöst, was jedoch nicht schlimm ist. Siehe: Spezial:Missbrauchsfilter/49
Dies ist eine Liste von im April 2017 verstorbenen bekannten Persönlichkeiten. Die Einträge erfolgen innerhalb der einzelnen Daten alphabetisch sortiert. Tiere sind im Nekrolog für Tiere zu finden.

## April
| Tag       | Name                                       | Beruf, bekannt als                                                               | Alter | Beleg |
| --------- | ------------------------------------------ | -------------------------------------------------------------------------------- | ----- | ----- |
| 30. April | Leone Bagnall                              | kanadische Politikerin                                                           | 83    |       |
| 30. April | Belchior                                   | brasilianischer Sänger und Komponist                                             | 70    |       |
| 30. April | Claudia Bickmann                           | deutsche Philosophin                                                             | 64    |       |
| 30. April | David A. Garvin                            | US-amerikanischer Wirtschaftswissenschaftler                                     | 64    |       |
| 30. April | Mbah Gotho                                 | indonesischer Fischer                                                            | 146   |       |
| 30. April | Lorna Gray                                 | US-amerikanische Schauspielerin                                                  | 99    |       |
| 30. April | Preston Henn                               | US-amerikanischer Automobilrennfahrer und Unternehmer                            | 86    |       |
| 30. April | Norbert Hopster                            | deutscher Literaturwissenschaftler und -didaktiker                               | 80    |       |
| 30. April | Jidéhem                                    | belgischer Comiczeichner                                                         | 81    |       |
| 30. April | Raymond P. Kogovsek                        | US-amerikanischer Politiker                                                      | 75    |       |
| 30. April | Borys Olijnyk                              | ukrainischer Dichter, Übersetzer und Politiker                                   | 81    |       |
| 30. April | Hans-Joachim Spangenberg                   | deutscher Chemiker                                                               | 84    |       |
| 30. April | Ueli Steck                                 | Schweizer Bergsteiger                                                            | 40    |       |
| 30. April | Jean Stein                                 | US-amerikanische Autorin und Herausgeberin                                       | 83    |       |
| 30. April | Hans-Georg Wolters                         | deutscher Arzt und Politiker                                                     | 82    |       |
| 29. April | Diego Natale Bona                          | italienischer Bischof                                                            | 90    |       |
| 29. April | BTY YoungN                                 | US-amerikanischer Rapper                                                         | 27    |       |
| 29. April | Fritz Cron                                 | deutscher Motorradrennfahrer                                                     | 92    |       |
| 29. April | Hans-Jürgen Döring                         | deutscher Politiker                                                              | 65    |       |
| 29. April | Mestre Kamosso                             | angolanischer Musiker                                                            | 90    |       |
| 29. April | Saeed Karimian                             | iranischer Medienunternehmer                                                     | 45    |       |
| 29. April | Gerhard Krüger                             | deutscher Trabrennfahrer                                                         | 92    |       |
| 29. April | Wiktor Osiatyński                          | polnischer Rechtswissenschaftler, Soziologe und Bürgerrechtler                   | 72    |       |
| 29. April | Adalbert Podlech                           | deutscher Rechtswissenschaftler                                                  | 87    |       |
| 29. April | Marie-Agnes Reintgen                       | deutsche Schauspielerin                                                          | 72    |       |
| 29. April | Chris de Vries                             | niederländischer Fußballspieler                                                  | 77    |       |
| 28. April | Anke Abraham                               | deutsche Turnerin, Sportwissenschaftlerin und Soziologin                         | 56    |       |
| 28. April | Johann Christoph Allmayer-Beck             | österreichischer Militärhistoriker                                               | 98    |       |
| 28. April | Adolf Baldauf                              | deutscher Skispringer und Nordischer Kombinierer                                 | 78    |       |
| 28. April | Brazo de Oro                               | mexikanischer Wrestler                                                           | 57    |       |
| 28. April | Walo Deuber                                | Schweizer Journalist und Filmregisseur                                           | 70    |       |
| 28. April | Ruprecht Haasler                           | deutscher Generalmajor                                                           | 81    |       |
| 28. April | Erich Helmensdorfer                        | deutscher Journalist und Fernsehmoderator                                        | 96    |       |
| 28. April | Carl Josef Hoffmann                        | deutscher Bildhauer                                                              | 92    |       |
| 28. April | Hans Holländer                             | deutscher Kunsthistoriker                                                        | 85    |       |
| 28. April | Gerhard Lutz                               | österreichischer Physiker                                                        | 77    |       |
| 28. April | Edouard Mathos                             | zentralafrikanischer Bischof                                                     | 68    |       |
| 28. April | Hanno Millesi                              | österreichischer Mediziner                                                       | 90    |       |
| 28. April | Cindy Rogge                                | deutsche Boxerin                                                                 | 23    |       |
| 28. April | Manfred Seitz                              | deutscher Theologe                                                               | 88    |       |
| 28. April | Diether Sperlich                           | österreichischer Zoologe und Genetiker                                           | 88    |       |
| 28. April | Patrick Thaddeus                           | US-amerikanischer Astronom                                                       | 84    |       |
| 28. April | Francis Travis                             | Schweizer Dirigent                                                               | 95    |       |
| 28. April | John Whitmore                              | britischer Automobilrennfahrer                                                   | 79    |       |
| 28. April | Zoe Realla                                 | US-amerikanischer Rapper                                                         | 32    |       |
| 27. April | Vito Acconci                               | US-amerikanischer Künstler und Architekt                                         | 77    | [ 2 ] |
| 27. April | Karl Peter Böhr                            | deutscher Architekt und Dombaumeister                                            | 91    |       |
| 27. April | Eduard Brunner                             | deutsch-schweizerischer Klarinettist                                             | 77    |       |
| 27. April | Vinu Chakravarthy                          | indischer Schauspieler                                                           | 71    |       |
| 27. April | Jan Flinik                                 | polnischer Hockeyspieler                                                         | 84    |       |
| 27. April | Tom Forkner                                | US-amerikanischer Unternehmer, Rechtsanwalt und Golfspieler                      | 98    |       |
| 27. April | Peter George                               | kanadischer Ökonom und Universitätspräsident                                     | 75    |       |
| 27. April | Abdul Hasib                                | afghanischer Terrorist                                                           | ?     |       |
| 27. April | Franz Huber                                | deutscher Verhaltensforscher und Neurobiologe                                    | 91    |       |
| 27. April | Eberhard Kaniuth                           | deutscher Mathematiker                                                           | 79    |       |
| 27. April | Fjodor Kapiza                              | sowjetischer bzw. russischer Literaturkritiker, Schriftsteller und Übersetzer    | 66    |       |
| 27. April | Vinod Khanna                               | indischer Schauspieler, Filmproduzent und Politiker                              | 70    |       |
| 27. April | Joe Leonard                                | US-amerikanischer Automobilrennfahrer                                            | 84    |       |
| 27. April | Robin Millhouse                            | australischer Jurist und Politiker                                               | 87    |       |
| 27. April | Amparo Pacheco                             | spanische Schauspielerin                                                         | 92    |       |
| 27. April | Sadanoyama Shinmatsu                       | japanischer Sumōringer                                                           | 79    |       |
| 26. April | Frieder Arndt                              | deutscher Komiker                                                                | 56    |       |
| 26. April | Raj Bagri, Baron Bagri                     | britischer Politiker                                                             | 86    |       |
| 26. April | Walter Becker                              | deutscher Wirtschaftshistoriker und Journalist                                   | 85    |       |
| 26. April | Wilhard Becker                             | baptistischer Theologe                                                           | 89    |       |
| 26. April | Hans Gerhard Bennewitz                     | deutscher Physiker                                                               | 92    |       |
| 26. April | Babalola Borishade                         | nigerianischer Politiker und Hochschullehrer                                     | 71    |       |
| 26. April | Moïse Brou Apanga                          | ivorisch-gabunischer Fußballspieler                                              | 35    |       |
| 26. April | José Cordero                               | ecuadorianischer Politiker                                                       | 75    |       |
| 26. April | Jonathan Demme                             | US-amerikanischer Filmregisseur                                                  | 73    |       |
| 26. April | Eldon E. Ferguson                          | US-amerikanischer Chemiker und Physiker                                          | 91    |       |
| 26. April | Giorgio Guazzaloca                         | italienischer Politiker                                                          | 73    |       |
| 26. April | Miroslav Kosev                             | bulgarischer Schauspieler                                                        | 63    |       |
| 26. April | Andreas von der Meden                      | deutscher Schauspieler, Synchron- und Hörspielsprecher                           | 74    |       |
| 26. April | Marvin W. Mikesell                         | US-amerikanischer Geograph                                                       | 87    |       |
| 26. April | Christine Oesterlein                       | deutsche Schauspielerin                                                          | 93    |       |
| 26. April | Margit Pörtner                             | dänische Curlerin                                                                | 45    |       |
| 26. April | Günter Schulte                             | deutscher Schriftsteller                                                         | 79    |       |
| 26. April | Doris Stauffer                             | Schweizer Künstlerin und Kunstvermittlerin                                       | 82    |       |
| 26. April | Ronald K. S. Wood                          | britischer Botaniker                                                             | 98    |       |
| 26. April | Endrik Wottrich                            | deutscher Opernsänger                                                            | 52    |       |
| 25. April | Leo Baxendale                              | britischer Comiczeichner                                                         | 86    |       |
| 25. April | Gerhard Heller                             | österreichischer Photograph                                                      | 70    |       |
| 25. April | Sasha Lakovic                              | kanadischer Eishockeyspieler                                                     | 45    |       |
| 25. April | Martha Lavey                               | US-amerikanische Theaterschauspielerin und -intendantin                          | 60    |       |
| 25. April | Erik Martin                                | deutscher Autor, Liedermacher und Herausgeber                                    | 81    |       |
| 25. April | Philippe Mestre                            | französischer Politiker und Schriftsteller                                       | 89    |       |
| 25. April | Günter Rademacher                          | deutscher Fußballspieler                                                         | 69    |       |
| 25. April | Sieghard Rost                              | deutscher Politiker                                                              | 95    |       |
| 25. April | Jelena Rschewskaja                         | sowjetische bzw. russische Schriftstellerin und Dolmetscherin                    | 97    |       |
| 25. April | Issa Samb                                  | senegalesischer Künstler und Philosoph                                           | 71    |       |
| 25. April | Carl Schirren                              | deutscher Mediziner                                                              | 94    |       |
| 25. April | Heinz Schrand                              | deutscher Maler, Grafiker und Bildhauer                                          | 90    |       |
| 25. April | Miroslav Smyčka                            | tschechischer Opernsänger und Esperantist                                        | 90    |       |
| 25. April | Munyua Waiyaki                             | kenianischer Politiker                                                           | 90    |       |
| 24. April | Inga Ålenius                               | schwedische Schauspielerin                                                       | 78    |       |
| 24. April | Benjamin R. Barber                         | US-amerikanischer Politologe                                                     | 77    |       |
| 24. April | František Brůna                            | tschechoslowakischer Handballspieler                                             | 72    |       |
| 24. April | Agustín Edwards Eastman                    | chilenischer Medienunternehmer                                                   | 89    |       |
| 24. April | Phil Edwards                               | britischer Radrennfahrer                                                         | 67    |       |
| 24. April | Agnes Giebel                               | deutsche Sopranistin                                                             | 95    |       |
| 24. April | Don Gordon                                 | US-amerikanischer Schauspieler                                                   | 90    |       |
| 24. April | Michael Mantenuto                          | US-amerikanischer Schauspieler                                                   | 35    |       |
| 24. April | Hans Rudolf Picard                         | deutscher Romanist und Literaturwissenschaftler                                  | 88    |       |
| 24. April | Robert M. Pirsig                           | US-amerikanischer Schriftsteller                                                 | 88    |       |
| 24. April | Matti Viironen                             | finnischer Schauspieler                                                          | 69    |       |
| 24. April | Evangelina Villegas                        | mexikanische Agrarwissenschaftlerin                                              | 92    |       |
| 23. April | Jerry Adriani                              | brasilianischer Sänger                                                           | 70    |       |
| 23. April | Kathleen Crowley                           | US-amerikanische Schauspielerin                                                  | 87    |       |
| 23. April | Imre Földi                                 | ungarischer Gewichtheber                                                         | 78    |       |
| 23. April | Karl Holl                                  | deutscher Historiker und Politiker                                               | 85    |       |
| 23. April | Karin Kahlhofer                            | deutsche Malerin                                                                 | 73    |       |
| 23. April | Larissa Kronberg                           | russische bzw. sowjetische Schauspielerin                                        | 87    |       |
| 23. April | Åke Larsson                                | schwedischer Fußballspieler                                                      | 85    |       |
| 23. April | Heinz Militzer                             | deutscher Geophysiker                                                            | 94    |       |
| 23. April | Luis Pércovich                             | peruanischer Politiker                                                           | 85    |       |
| 23. April | František Rajtoral                         | tschechischer Fußballspieler                                                     | 31    |       |
| 23. April | Yameen Rasheed                             | maledivischer Blogger und Menschenrechtsaktivist                                 | 29    |       |
| 23. April | Dieter Schreiber                           | deutscher Mediziner                                                              | 80    |       |
| 23. April | Ken Sears                                  | US-amerikanischer Basketballspieler                                              | 83    |       |
| 23. April | Erdoğan Teziç                              | türkischer Rechtswissenschaftler                                                 | 81    |       |
| 23. April | Michael Williams, Baron Williams of Baglan | britischer Diplomat und Politiker                                                | 67    |       |
| 22. April | Miguel Abensour                            | französischer Philosoph                                                          | 78    |       |
| 22. April | Rolf Bänninger                             | Schweizer Jazzschlagzeuger                                                       | 78    |       |
| 22. April | Hubert Dreyfus                             | US-amerikanischer Philosoph                                                      | 87    |       |
| 22. April | Henning Eichberg                           | deutscher Historiker, Kultursoziologe und Publizist                              | 74    |       |
| 22. April | Ernst-Ludwig Freisewinkel                  | deutscher Journalist und Fernsehmacher                                           | 87    |       |
| 22. April | Karl Hecker                                | deutscher Altorientalist                                                         | 83    |       |
| 22. April | Götz Heidelberg                            | deutscher Physiker, Konstrukteur und Unternehmer                                 | 94    |       |
| 22. April | William Hjortsberg                         | US-amerikanischer Schriftsteller                                                 | 76    |       |
| 22. April | Jess Kersey                                | US-amerikanischer Basketballschiedsrichter                                       | 76    |       |
| 22. April | Sophie Lefranc-Duvillard                   | französische Skirennläuferin                                                     | 46    |       |
| 22. April | Erin Moran                                 | US-amerikanische Schauspielerin                                                  | 56    |       |
| 22. April | Kunibert Mührel                            | deutscher Agrarwissenschaftler                                                   | 87    |       |
| 22. April | Hiroshi Nakai                              | japanischer Politiker                                                            | 74    |       |
| 22. April | Attilio Nicora                             | italienischer Kardinal                                                           | 80    |       |
| 22. April | Witold Pyrkosz                             | polnischer Schauspieler                                                          | 90    |       |
| 22. April | Gustavo Rojo                               | uruguayischer Schauspieler und Filmproduzent                                     | 93    |       |
| 22. April | Hans-Heinrich Sander                       | deutscher Politiker                                                              | 72    |       |
| 22. April | Michele Scarponi                           | italienischer Radrennfahrer                                                      | 37    |       |
| 22. April | Robert Sinsheimer                          | US-amerikanischer Molekularbiologe und Universitätskanzler                       | 97    |       |
| 22. April | Stefan Sutkowski                           | polnischer Oboist, Musikologe sowie Gründer und Leiter der Warschauer Kammeroper | 85    |       |
| 22. April | José Utrera Molina                         | spanischer Anwalt und Politiker                                                  | 91    |       |
| 22. April | Peter Wells                                | britischer Medizinphysiker und -ingenieur                                        | 80    |       |
| 22. April | Donna Williams                             | australische Schriftstellerin und Künstlerin                                     | 53    |       |
| 21. April | Klaus Abt                                  | deutscher Medizinstatistiker                                                     | 89    |       |
| 21. April | Ugo Ehiogu                                 | englischer Fußballspieler                                                        | 44    |       |
| 21. April | Willibald Folz                             | deutscher Wirtschaftswissenschaftler                                             | 80    |       |
| 21. April | Wolfgang Fürniß                            | deutscher Politiker                                                              | 72    |       |
| 21. April | Jari Helle                                 | finnischer Eishockeyspieler und -trainer                                         | 54    |       |
| 21. April | Enrico Medioli                             | italienischer Drehbuchautor                                                      | 92    |       |
| 21. April | Herbert W. Müller                          | deutscher Maschinenbauer                                                         | 102   |       |
| 21. April | Onuora Nzekwu                              | nigerianischer Schriftsteller und Herausgeber                                    | 89    |       |
| 21. April | Edith Peres-Lethmate                       | deutsche Bildhauerin                                                             | 89    |       |
| 21. April | Werner Persy                               | deutscher Maler und Grafiker                                                     | 93    |       |
| 21. April | Thomas Schiestl                            | deutscher Schauspieler                                                           | 81    |       |
| 21. April | Jean Tordo                                 | französischer Jazzmusiker                                                        | 89    |       |
| 20. April | Magdalena Abakanowicz                      | polnische Bildhauerin und Textilkünstlerin                                       | 86    |       |
| 20. April | Yüksel Arslan                              | türkisch-französischer Künstler                                                  | 83    |       |
| 20. April | Alexander Bílek                            | tschechischer Leichtathlet                                                       | 76    |       |
| 20. April | Jay Dickey                                 | US-amerikanischer Politiker                                                      | 77    |       |
| 20. April | Jang Deok-jin                              | südkoreanischer Anwalt und Politiker                                             | 82    |       |
| 20. April | Roberto Ferreiro                           | argentinischer Fußballspieler und -trainer                                       | 81    |       |
| 20. April | John Freely                                | US-amerikanischer Physiker, Historiker und Autor                                 | 90    |       |
| 20. April | Cuba Gooding senior                        | US-amerikanischer Sänger                                                         | 72    |       |
| 20. April | Craufurd Goodwin                           | kanadisch-US-amerikanischer Wirtschaftswissenschaftler                           | 82    |       |
| 20. April | Paul Hébert                                | kanadischer Schauspieler, Regisseur und Theatergründer                           | 92    |       |
| 20. April | Lawrence Hogan                             | US-amerikanischer Politiker                                                      | 88    |       |
| 20. April | Werner Krappweis                           | deutscher Radrennfahrer und -reptorter                                           | 75    |       |
| 20. April | Kojo Laing                                 | ghanaischer Autor                                                                | 70    |       |
| 20. April | John W. Littlefield                        | US-amerikanischer Zellbiologe und Mediziner                                      | 91    |       |
| 20. April | Germaine Mason                             | britischer Leichtathlet                                                          | 34    |       |
| 20. April | Ernst Otto Steinborn                       | deutscher Chemiker                                                               | 84    |       |
| 20. April | Skeeter Swift                              | US-amerikanischer Basketballspieler                                              | 70    |       |
| 20. April | Bernard Unterhalt                          | deutscher Chemiker                                                               | 83    |       |
| 20. April | Anicetus Andrew Wang Chong-yi              | chinesischer Bischof                                                             | 97    |       |
| 19. April | Jill Amos                                  | neuseeländische Friedensrichterin und Politikerin                                | 89    |       |
| 19. April | Nikolai Andruschtschenko                   | russischer Journalist                                                            | 73    |       |
| 19. April | Anton Bogetić                              | kroatischer Bischof                                                              | 94    |       |
| 19. April | Tom Fleming                                | US-amerikanischer Leichtathlet                                                   | 65    |       |
| 19. April | David French                               | britischer Archäologe                                                            | 83    |       |
| 19. April | Aaron Hernandez                            | US-amerikanischer American-Football-Spieler                                      | 27    |       |
| 19. April | Lenz Klotz                                 | Schweizer Maler und Zeichner                                                     | 92    |       |
| 19. April | Oliver Lustig                              | rumänischer Journalist und Buchautor                                             | 90    |       |
| 19. April | Carl Manner                                | österreichischer Unternehmer                                                     | 87    |       |
| 19. April | Sven Pettersson                            | schwedischer Skispringer                                                         | 89    |       |
| 19. April | Wilhelm Prettl                             | deutscher Physiker                                                               | 77    |       |
| 19. April | Norbert Trippen                            | deutscher Theologe und Kirchenhistoriker                                         | 80    |       |
| 19. April | Benjamin Wechter                           | sowjetischer bzw. moldauischer Physiker                                          | 77    |       |
| 18. April | Gustav Bubník                              | tschechoslowakischer Eishockeyspieler und -trainer                               | 88    |       |
| 18. April | Alexandre de Carvalho Kaneko               | brasilianischer Fußballspieler und Unternehmer                                   | 70    |       |
| 18. April | David Chandler                             | US-amerikanischer Chemiker                                                       | 72    |       |
| 18. April | Frank Dostal                               | deutscher Musiker und Produzent                                                  | 71    |       |
| 18. April | Barkley L. Hendricks                       | US-amerikanischer Künstler und Fotograf                                          | 72    |       |
| 18. April | Gordon Langford                            | britischer Arrangeur und Komponist                                               | 86    |       |
| 18. April | Yvonne Monlaur                             | französische Schauspielerin                                                      | 81    |       |
| 18. April | Charles Small                              | US-amerikanischer Jazzmusiker                                                    | ≈90   |       |
| 18. April | J. C. Spink                                | US-amerikanischer Filmproduzent                                                  | 45    |       |
| 17. April | Jeremiasz Anchimiuk                        | polnischer Erzbischof                                                            | 73    |       |
| 17. April | Gavril Both                                | rumänischer Fußballspieler und -trainer                                          | 69    |       |
| 17. April | Ulrich Frank                               | deutscher Synchronsprecher und Schauspieler                                      | 74    |       |
| 17. April | Horst Groll                                | deutscher Elektroingenieur                                                       | 92    |       |
| 17. April | Rolf Henry Kunz                            | deutscher Organist und Kapellmeister                                             | 78    |       |
| 17. April | Dawson Mathis                              | US-amerikanischer Politiker                                                      | 76    |       |
| 17. April | John T. Noonan                             | US-amerikanischer Richter und Rechtswissenschaftler                              | 90    |       |
| 17. April | Jaak Panksepp                              | estnisch-US-amerikanischer Psychologe                                            | 73    |       |
| 17. April | Michael Francis Perham                     | britischer Bischof                                                               | 69    |       |
| 17. April | Rosey                                      | samoanischer Wrestler                                                            | 47    |       |
| 17. April | Sean Scanlan                               | britischer Schauspieler                                                          | 68    |       |
| 17. April | Carlos Slepoy                              | argentinischer Anwalt und Menschenrechtsaktivist                                 | 67    |       |
| 17. April | Otto Stumpf                                | deutscher Kanute, Sportfunktionär und Politiker                                  | 77    |       |
| 17. April | Nicole Van Den Broeck                      | belgische Radrennfahrerin                                                        | 70    |       |
| 17. April | Shōichi Watanabe                           | japanischer Linguist und Kulturkritiker                                          | 86    |       |
| 16. April | Dieter Beirich                             | deutscher Maler und Grafiker                                                     | 81    |       |
| 16. April | Michael Bogdanov                           | britischer Regisseur                                                             | 78    |       |
| 16. April | Gianni Boncompagni                         | italienischer Fernsehjournalist, Autor und Regisseur                             | 84    |       |
| 16. April | Thomas Diehl                               | deutscher Unternehmer und Manager                                                | 66    |       |
| 16. April | Engelbert Dockner                          | österreichischer Wirtschaftswissenschaftler                                      | 58    |       |
| 16. April | Rosemary Frankau                           | britische Schauspielerin                                                         | 84    |       |
| 16. April | Bernd Fritz                                | deutscher Journalist, Satiriker und Schriftsteller                               | 71    |       |
| 16. April | Walter Hamm                                | deutscher Ökonom                                                                 | 94    |       |
| 16. April | Albert Henrichs                            | deutsch-US-amerikanischer Gräzist                                                | 74    |       |
| 16. April | Helmut Jäger                               | deutscher Geograph                                                               | 93    |       |
| 16. April | Georg Jopke                                | deutscher Journalist                                                             | 87    |       |
| 16. April | Johann Jurenitsch                          | österreichischer pharmazeutischer Biologe                                        | 69    |       |
| 16. April | Horst Köditz                               | deutscher Kinderarzt                                                             | 85    |       |
| 16. April | Spartaco Landini                           | italienischer Fußballspieler, -trainer und -manager                              | 73    |       |
| 16. April | Albrecht Menke                             | deutscher Verwaltungsjurist, Stadtdirektor                                       | 82    |       |
| 16. April | Joachim Mock                               | deutscher Schauspieler, Filmregisseur, Drehbuchautor und Filmproduzent           | 90    |       |
| 16. April | Piero Ottone                               | italienischer Journalist und Schriftsteller                                      | 92    |       |
| 16. April | Dietmar Schicker                           | österreichischer Fußballspieler und -trainer                                     | 56    |       |
| 15. April | Anton Baumeister                           | deutscher Verlagslektor und Autor                                                | 85    |       |
| 15. April | Johnny Carlyle                             | britischer Eishockeyspieler und -trainer                                         | 87    |       |
| 15. April | Alberto Carneiro                           | portugiesischer Künstler                                                         | 79    |       |
| 15. April | Amílcar Henríquez                          | panamaischer Fußballspieler                                                      | 33    |       |
| 15. April | Helmut Herzog                              | deutscher Fußballspieler                                                         | 92    |       |
| 15. April | Allan Holdsworth                           | britischer Gitarrist                                                             | 70    |       |
| 15. April | Clifton James                              | US-amerikanischer Schauspieler                                                   | 96    |       |
| 15. April | Josef Jochum                               | deutscher Schauspieler, Regisseur und Autor                                      | 86    |       |
| 15. April | Nándor Kalicz                              | ungarischer Archäologe                                                           | 89    |       |
| 15. April | Gerold Lingnau                             | deutscher Journalist                                                             | 82    |       |
| 15. April | Emma Morano                                | italienische Altersrekordhalterin                                                | 117   |       |
| 15. April | Sylvia Moy                                 | US-amerikanische Songwriterin und Musikproduzentin                               | 78    |       |
| 15. April | Bato Tomašević                             | jugoslawischer Diplomat, Journalist und Verleger                                 | 87    |       |
| 15. April | Reuven Virovnik                            | israelischer Basketballschiedsrichter                                            | 68    |       |
| 15. April | Kurt Zurfluh                               | Schweizer Fernseh- und Hörfunkmoderator                                          | 67    |       |
| 14. April | George Cornea                              | rumänischer Filmregisseur, Kameramann und Drehbuchautor                          | 86    |       |
| 14. April | Jürgen Deininger                           | deutscher Althistoriker                                                          | 79    |       |
| 14. April | Henry Hillman                              | US-amerikanischer Unternehmer und Philanthrop                                    | 98    |       |
| 14. April | Manfred Jung                               | deutscher Opernsänger                                                            | 76    |       |
| 14. April | Bruce Langhorne                            | US-amerikanischer Musiker                                                        | 78    |       |
| 14. April | Bill Mitchell                              | britischer Theaterregisseur und Bühnenbildner                                    | 65    |       |
| 14. April | Hein-Direck Neu                            | deutscher Leichtathlet                                                           | 73    |       |
| 14. April | Wilhelm Sachsenmaier                       | österreichischer Biochemiker und Sportschütze                                    | 90    |       |
| 14. April | Girish Chandra Saxena                      | indischer Politiker                                                              | 89    |       |
| 14. April | Nicolás Suescún                            | kolumbianischer Dichter, Lyriker, Erzähler und Zeichner                          | 79    |       |
| 14. April | Franz C. Widmer                            | Schweizer Journalist                                                             | 74    |       |
| 14. April | John Woodburn                              | britischer Radrennfahrer                                                         | 80    |       |
| 14. April | Iva Zupančič                               | slowenische Schauspielerin                                                       | 86    |       |
| 13. April | Dawid Brodjanski                           | sowjetischer bzw. russischer Archäologe                                          | 80    |       |
| 13. April | K. Chandrasekharan                         | indischer Mathematiker                                                           | 96    |       |
| 13. April | Mário Contumélias                          | portugiesischer Journalist, Schriftsteller und Dichter                           | 68    |       |
| 13. April | Dieter Cremer                              | deutscher Chemiker                                                               | ≈73   |       |
| 13. April | Gerd-Peter Eigner                          | deutscher Schriftsteller                                                         | 74    |       |
| 13. April | Boʻritosh Mustafoyev                       | usbekischer Politiker                                                            | 68    |       |
| 13. April | David Mwiraria                             | kenianischer Politiker                                                           | 78    |       |
| 13. April | Klaus Otto Nass                            | deutscher Politiker, Verwaltungsbeamter und Jurist                               | 86    |       |
| 13. April | Georges Rol                                | französischer Bischof                                                            | 90    |       |
| 13. April | Dan Rooney                                 | US-amerikanischer Diplomat und Unternehmer                                       | 84    |       |
| 13. April | Norio Shioyama                             | japanischer Animationskünstler und Illustrator                                   | 77    |       |
| 13. April | Gerhard Spiteller                          | österreichischer Naturstoffchemiker                                              | 85    |       |
| 13. April | Robert W. Taylor                           | US-amerikanischer Informatiker                                                   | 85    |       |
| 13. April | Diter von Wettstein                        | dänischer Biologe                                                                | 87    |       |
| 11. April | Michael Ballhaus                           | deutscher Kameramann                                                             | 81    |       |
| 12. April | Kathleen Cassello                          | US-amerikanische Sopranistin                                                     | 58    |       |
| 12. April | Marie-Thérèse de Chateauvieux              | französische Politikerin                                                         | 101   |       |
| 12. April | Ángel Espinosa                             | kubanischer Boxer                                                                | 50    |       |
| 12. April | Matthias Ferwagner                         | deutscher Regierungsbaumeister                                                   | 74    |       |
| 12. April | William Norman Grigg                       | US-amerikanischer Schriftsteller und Redakteur                                   | 54    |       |
| 12. April | Hans Alwin Ketels                          | deutscher Landwirt und Politiker                                                 | 103   |       |
| 12. April | Toshio Matsumoto                           | japanischer Filmregisseur und Videokünstler                                      | 85    |       |
| 12. April | Franco Mescolini                           | italienischer Schauspieler, Regisseur und Dramatiker                             | 72    |       |
| 12. April | Charlie Murphy                             | US-amerikanischer Schauspieler, Autor und Komiker                                | 57    |       |
| 12. April | Carsten Nicolaisen                         | deutscher Theologe und Kirchenhistoriker                                         | 83    |       |
| 12. April | Walter Sage                                | deutscher Mittelalterarchäologe                                                  | 86    |       |
| 12. April | Gerhard Trölitzsch                         | deutscher Politiker                                                              | 91    |       |
| 12. April | Mika Vainio                                | finnischer Musiker                                                               | 53    |       |
| 11. April | Alberto Balestrini                         | argentinischer Politiker                                                         | 70    |       |
| 11. April | Michael Ballhaus                           | deutscher Kameramann                                                             | 81    |       |
| 11. April | Martin J. Beckmann                         | deutscher Wirtschaftswissenschaftler                                             | 92    |       |
| 11. April | Frederick H. Borsch                        | US-amerikanischer Bischof                                                        | 81    |       |
| 11. April | Edward Francis                             | indischer Bischof                                                                | 86    |       |
| 11. April | Samir Frangieh                             | libanesischer Politiker und Journalist                                           | 71    |       |
| 11. April | Jerzy Gajek                                | polnischer Pianist                                                               | 80    |       |
| 11. April | J. Geils                                   | US-amerikanischer Gitarrist                                                      | 71    |       |
| 11. April | Max Goedkoop                               | niederländischer Fußballspieler                                                  | 88    |       |
| 11. April | Ina-Maria Greverus                         | deutsche Volkskundlerin und Kulturanthropologin                                  | 87    |       |
| 11. April | José Ramón Gurruchaga Ezama                | peruanischer Bischof                                                             | 86    |       |
| 11. April | Susan Karike Huhume                        | papua-neuguineische Flaggendesignerin                                            | ≈61   |       |
| 11. April | Harald Michel                              | deutscher Politiker                                                              | 67    |       |
| 11. April | Scotty Miller                              | US-amerikanischer Schlagzeuger                                                   | 65    |       |
| 11. April | Joachim Mitdank                            | deutscher Diplomat                                                               | 85    |       |
| 11. April | Chaïm Nissim                               | Schweizer Politiker und Umweltaktivist                                           | 67    |       |
| 11. April | Michael Schultheis                         | US-amerikanischer Jesuit und Wirtschaftswissenschaftler                          | 84    |       |
| 11. April | Margit Schumann                            | deutsche Rennrodlerin                                                            | 64    |       |
| 11. April | Toby Smith                                 | britischer Acid-Jazz-Musiker und Produzent                                       | 46    |       |
| 11. April | Mark Wainberg                              | kanadischer Mikrobiologe und Virologe                                            | 71    |       |
| 10. April | Jack Ahearn                                | australischer Motorradrennfahrer                                                 | 92    |       |
| 10. April | Arthur Boucot                              | US-amerikanischer Paläontologe                                                   | 92    |       |
| 10. April | Bab Christensen                            | norwegische Schauspielerin                                                       | 89    |       |
| 10. April | Erna Duhm                                  | deutsche Psychologin                                                             | 94    |       |
| 10. April | María Fernanda Ferro                       | venezolanische Schauspielerin, Theaterpädagogin und -produzentin                 | 52    |       |
| 10. April | Linda Hopkins                              | US-amerikanische Blues- und Gospel-Sängerin                                      | 92    |       |
| 10. April | Willi Kaiser                               | deutscher Politiker (SPD), MdL                                                   | 84    |       |
| 10. April | Keith Richardson                           | britischer Schachspieler                                                         | 75    |       |
| 10. April | Carlo Riva                                 | italienischer Bootsbauer                                                         | 95    |       |
| 10. April | Hans-Joachim Ruckhäberle                   | deutscher Theaterregisseur und Dramaturg                                         | 69    |       |
| 10. April | Manfred Schweda                            | österreichischer Physiker                                                        | 77    |       |
| 10. April | Jean-Pierre von Wartburg                   | Schweizer Biochemiker                                                            | 85    |       |
| 9. April  | Hans Achatz                                | österreichischer Politiker                                                       | 73    |       |
| 9. April  | Carme Chacón                               | spanische Politikerin                                                            | 46    |       |
| 9. April  | John Clarke                                | neuseeländischer Satiriker                                                       | 68    |       |
| 9. April  | Walter Gams                                | österreichischer Mykologe                                                        | 82    |       |
| 9. April  | Peter Hansen                               | US-amerikanischer Schauspieler                                                   | 95    |       |
| 9. April  | Harry Huskey                               | US-amerikanischer Mathematiker und Computer-Ingenieur                            | 101   |       |
| 9. April  | Abdoua Kanta                               | nigrischer Journalist, Schriftsteller und Filmregisseur                          | ≈70   |       |
| 9. April  | Anna-Maria Kellen                          | US-amerikanische Philanthropin                                                   | 98    |       |
| 9. April  | Dieter Kottysch                            | deutscher Boxer                                                                  | 73    |       |
| 9. April  | Rainer Leisten                             | deutscher Logistikwissenschaftler                                                | 59    |       |
| 9. April  | Trude Maurer                               | deutsche Historikerin                                                            | 61    |       |
| 9. April  | Norbert J. Mayer                           | deutscher Liedermacher                                                           | 78    |       |
| 9. April  | Harald Naumann                             | deutscher Politiker                                                              | 94    | [ 3 ] |
| 9. April  | Jiří Ornest                                | tschechischer Schauspieler, Regisseur und Übersetzer                             | 70    |       |
| 9. April  | Stan Robinson                              | britischer Jazzmusiker                                                           | 80    |       |
| 9. April  | Hans Schneider                             | deutscher Antiquar und Musikverleger                                             | 96    |       |
| 9. April  | Ingeborg Strobl                            | österreichische Künstlerin                                                       | 67    |       |
| 9. April  | Bill Sutherland                            | kanadischer Eishockeyspieler und -trainer                                        | 82    |       |
| 9. April  | Bob Wootton                                | US-amerikanischer Gitarrist                                                      | 75    |       |
| 8. April  | Werner Berthold                            | deutscher Historiker                                                             | 93    |       |
| 8. April  | Wolfgang Braumann                          | deutscher Kameramann und Maler                                                   | 79    |       |
| 8. April  | Gerhard Deimling                           | deutscher Kriminalsoziologe                                                      | 82    |       |
| 8. April  | Rudolf Dümchen                             | deutscher Politiker                                                              | 96    |       |
| 8. April  | Rolf Erb                                   | Schweizer Unternehmer                                                            | 65    |       |
| 8. April  | Georgi Gretschko                           | sowjetischer Kosmonaut                                                           | 85    |       |
| 8. April  | Hermann Jandl                              | österreichischer Schriftsteller                                                  | 85    |       |
| 8. April  | Heinrich Kanz                              | deutscher Pädagoge und Hochschullehrer                                           | 89    |       |
| 8. April  | Karl Kehrer                                | österreichischer Jurist und Beamter                                              | 91    |       |
| 8. April  | Tom Lemke                                  | deutscher Fotograf                                                               | 57    |       |
| 8. April  | Thuri Lorenz                               | deutscher Archäologe                                                             | 85    |       |
| 8. April  | Brian Matthew                              | britischer Radiomoderator                                                        | 88    |       |
| 8. April  | Marie Mergey                               | französische Schauspielerin                                                      | 95    |       |
| 8. April  | Kim Plainfield                             | US-amerikanischer Schlagzeuger                                                   | 63    |       |
| 8. April  | Donald Sarason                             | US-amerikanischer Mathematiker                                                   | 84    |       |
| 7. April  | Alicia Agut                                | spanische Schauspielerin                                                         | 87    |       |
| 7. April  | Max Amling                                 | deutscher Politiker                                                              | 82    | [ 4 ] |
| 7. April  | Relja Bašić                                | kroatischer Schauspieler und Politiker                                           | 87    |       |
| 7. April  | Arturo García Bustos                       | mexikanischer Künstler                                                           | 90    |       |
| 7. April  | Marthe Gosteli                             | Schweizer Frauenrechtlerin                                                       | 99    |       |
| 7. April  | Rainer W. Guillery                         | britischer Neurophysiologe                                                       | 87    |       |
| 7. April  | Norbert Jäger                              | deutscher Musiker                                                                | 71    |       |
| 7. April  | Gerhard Kießling                           | deutscher Eishockeytrainer                                                       | 94    |       |
| 7. April  | Christopher Morahan                        | britischer Theater-, Film- und Fernsehregisseur                                  | 87    |       |
| 7. April  | Glenn O’Brien                              | US-amerikanischer Journalist                                                     | 70    |       |
| 7. April  | Tim Pigott-Smith                           | britischer Schauspieler                                                          | 70    |       |
| 7. April  | Claudio Soliva                             | Schweizer Jurist                                                                 | 88    |       |
| 7. April  | Ben Speer                                  | US-Amerikanischer Gospelsänger                                                   | 86    |       |
| 7. April  | Barbara Wotjak                             | deutsche Sprachwissenschaftlerin                                                 | 76    |       |
| 6. April  | Armand Gatti                               | französischer Schriftsteller und Regisseur                                       | 93    |       |
| 6. April  | Berndt Heydemann                           | deutscher Biologe und Politiker                                                  | 87    |       |
| 6. April  | Newton Holanda Gurgel                      | brasilianischer Bischof                                                          | 93    |       |
| 6. April  | Karl Hölz                                  | deutscher Romanist und Literaturwissenschaftler                                  | 74    |       |
| 6. April  | Ferenc Kása                                | ungarisch-deutscher Tiermediziner                                                | 82    |       |
| 6. April  | Attila Kovács                              | ungarisch-deutscher Maler und Zeichner                                           | 78    |       |
| 6. April  | Michael Bernard McPartland                 | britischer Geistlicher                                                           | 77    |       |
| 6. April  | David Peel                                 | US-amerikanischer Straßenmusiker                                                 | 73    |       |
| 6. April  | Jack Pinoteau                              | französischer Drehbuchautor und Filmregisseur                                    | 93    |       |
| 6. April  | Wolfgang Rehm                              | deutscher Musikwissenschaftler                                                   | 87    |       |
| 6. April  | Don Rickles                                | US-amerikanischer Komiker und Entertainer                                        | 90    |       |
| 6. April  | Rolf Sagen                                 | norwegischer Schriftsteller                                                      | 76    |       |
| 6. April  | Wolfgang Sieber                            | deutscher Manager und Politiker                                                  | 82    |       |
| 6. April  | Jerzy Vetulani                             | polnischer Biochemiker                                                           | 81    |       |
| 5. April  | Attilio Benfatto                           | italienischer Radrennfahrer                                                      | 74    |       |
| 5. April  | Arthur Bisguier                            | US-amerikanischer Schachgroßmeister                                              | 87    |       |
| 5. April  | Hugh Brodie                                | US-amerikanischer Jazz-Saxophonist                                               | 84    |       |
| 5. April  | Fritz R. Bühler                            | Schweizer Mediziner                                                              | 77    |       |
| 5. April  | Paul G. Comba                              | US-amerikanischer Astronom                                                       | 91    |       |
| 5. April  | Mehraban Farhumand                         | deutsch-iranischer Unternehmer                                                   | 83    |       |
| 5. April  | Gerhard Gaedicke                           | österreichischer Mediziner                                                       | 72    |       |
| 5. April  | David Gove                                 | US-amerikanischer Eishockeyspieler und -trainer                                  | 38    |       |
| 5. April  | Marion Hammang                             | luxemburgische Kraftdreikämpferin                                                | 53    |       |
| 5. April  | Margaret Wambui Kenyatta                   | kenianische Aktivistin und Politikerin                                           | 89    |       |
| 5. April  | Hans Heinz Moser                           | Schweizer Schauspieler                                                           | 80    |       |
| 5. April  | Paul O’Neill                               | US-amerikanischer Komponist und Produzent                                        | 61    |       |
| 5. April  | Makoto Ōoka                                | japanischer Lyriker und Literaturwissenschaftler                                 | 86    |       |
| 5. April  | Tim Parnell                                | britischer Automobilrennfahrer                                                   | 84    |       |
| 5. April  | Memè Perlini                               | italienischer Schauspieler, Regisseur und Drehbuchautor                          | 69    |       |
| 5. April  | Ilkka Sinisalo                             | finnischer Eishockeyspieler                                                      | 58    |       |
| 5. April  | Gerhard Stauch                             | deutscher Geheimdienstler und Zollverwaltungsleiter                              | 92    |       |
| 5. April  | Georg Sturmowski                           | deutscher Politiker                                                              | 93    |       |
| 4. April  | Frank Dammann                              | deutscher Handballspieler                                                        | 59    |       |
| 4. April  | Marliese Dobberthien                       | deutsche Politikerin                                                             | 69    |       |
| 4. April  | Cyrano de Dominicis                        | französischer Physiker                                                           | 90    |       |
| 4. April  | Clóvis Frainer                             | brasilianischer Erzbischof                                                       | 86    |       |
| 4. April  | David Goss                                 | US-amerikanischer Mathematiker                                                   | 64    |       |
| 4. April  | Wolfgang Jehn                              | deutscher Komponist                                                              | 79    |       |
| 4. April  | John T. Knox                               | US-amerikanischer Politiker und Anwalt                                           | 92    |       |
| 4. April  | George Mostow                              | US-amerikanischer Mathematiker                                                   | 93    |       |
| 4. April  | Günter Mühlpfordt                          | deutscher Historiker                                                             | 95    |       |
| 4. April  | Frank Schepke                              | deutscher Ruderer                                                                | 81    |       |
| 4. April  | Karl Stotz                                 | österreichischer Fußballspieler und -trainer                                     | 90    |       |
| 4. April  | Michael Taylor                             | britischer Automobilrennfahrer                                                   | 82    |       |
| 3. April  | Kishori Amonkar                            | indische Sängerin                                                                | 84    |       |
| 3. April  | Jeannine Davis-Kimball                     | US-amerikanische Archäologin                                                     | 87    |       |
| 3. April  | Eva von Gamm                               | deutsche Eiskunstläuferin                                                        | 84    |       |
| 3. April  | Davuldena Gnanissara Thero                 | sri-lankischer Mönch und Religionsführer                                         | 101   |       |
| 3. April  | David Hamer                                | britischer Historiker und Kryptologe                                             | 82    |       |
| 3. April  | Johann Höll                                | österreichischer Politiker                                                       | 86    |       |
| 3. April  | Peter Holst                                | deutscher Architekt                                                              | 93    |       |
| 3. April  | Helmut Humbach                             | deutscher Sprachwissenschaftler                                                  | 95    |       |
| 3. April  | Claude Klee                                | französisch-US-amerikanische Biochemikerin                                       | 85    |       |
| 3. April  | Wolfgang Müller                            | deutscher Mediziner                                                              | 91    |       |
| 3. April  | Arnold Bernard Scheibel                    | US-amerikanischer Neurowissenschaftler                                           | 94    |       |
| 3. April  | Renate Schroeter                           | deutsche Schauspielerin                                                          | 77    |       |
| 3. April  | Roy Sievers                                | US-amerikanischer Baseballspieler                                                | 90    |       |
| 3. April  | Stella Turk                                | britische Zoologin                                                               | 92    |       |
| 2. April  | Sam Ard                                    | US-amerikanischer Automobilrennfahrer                                            | 78    |       |
| 2. April  | Rita Jans                                  | deutsche Pianistin und Hochschullehrerin                                         | 85    |       |
| 2. April  | Ravi Jayewardene                           | sri-lankischer Sportschütze                                                      | 80    |       |
| 2. April  | Ulrich Jux                                 | deutscher Geologe und Paläontologe                                               | 88    |       |
| 2. April  | Rudolf-Dietrich Nottrodt                   | deutscher Politiker                                                              | 89    |       |
| 2. April  | Enrico L. Quarantelli                      | US-amerikanischer Soziologe                                                      | 92    |       |
| 2. April  | Konrad Repgen                              | deutscher Historiker                                                             | 93    |       |
| 2. April  | Edgar Sarton-Saretzki                      | deutsch-kanadischer Diplomat und Autor                                           | 94    |       |
| 2. April  | Manfred Sellge                             | deutscher Sportjournalist                                                        | 76    |       |
| 2. April  | Rudolf Spang                               | deutscher Jurist und Diplomat                                                    | 103   |       |
| 2. April  | Bella Tanai                                | ungarische Schauspielerin                                                        | 87    |       |
| 2. April  | Hannes Tkotz                               | deutscher Fußballspieler                                                         | 91    |       |
| 2. April  | Gerard Washnitzer                          | US-amerikanischer Mathematiker                                                   | 91    |       |
| 1. April  | Alberto Assirelli                          | italienischerRadrennfahrer                                                       | 80    |       |
| 1. April  | Gary Austin                                | US-amerikanischer Theaterleiter, -regisseur und Schauspiellehrer                 | 75    |       |
| 1. April  | Pierre Binétruy                            | französischer Physiker                                                           | 61    |       |
| 1. April  | Lonnie Brooks                              | US-amerikanischer Blues-Gitarrist                                                | 83    |       |
| 1. April  | Pierre Cachia                              | britischer Arabist und Literaturwissenschaftler                                  | 95    |       |
| 1. April  | Antonio Ciliberti                          | italienischer Erzbischof                                                         | 82    |       |
| 1. April  | Bob Cunningham                             | US-amerikanischer Jazzmusiker                                                    | 82    |       |
| 1. April  | Gösta Ekman der Jüngere                    | schwedischer Schauspieler, Drehbuchautor und Regisseur                           | 77    |       |
| 1. April  | Bernhard Hänsel                            | deutscher prähistorischer Archäologe                                             | 79    |       |
| 1. April  | Emmy Henz-Diémand                          | Schweizer Pianistin                                                              | 79    |       |
| 1. April  | Darcus Howe                                | britischer Fernsehjournalist und Bürgerrechtsaktivist                            | 74    |       |
| 1. April  | Jewgeni Jewtuschenko                       | sowjetischer bzw. russischer Dichter und Schriftsteller                          | 84    |       |
| 1. April  | Ikutarō Kakehashi                          | japanischer Unternehmer und Digital-Musik-Pionier                                | 87    |       |
| 1. April  | Kim Jong-gil                               | südkoreanischer Dichter und Schriftsteller                                       | 90    |       |
| 1. April  | Gebhard Kirchgässner                       | deutsch-schweizerischer Ökonom                                                   | 68    |       |
| 1. April  | Antonio Lamela                             | spanischer Architekt                                                             | 90    |       |
| 1. April  | Louis Sarno                                | US-amerikanischer Musikforscher                                                  | 62    |       |
| 1. April  | Giovanni Sartori                           | italienischer Politikwissenschaftler                                             | 92    |       |
| 1. April  | Reinhard Tgahrt                            | deutscher Germanist                                                              | 80    |       |
| 1. April  | Burton Watson                              | US-amerikanischer Übersetzer                                                     | 91    |       |

### Datum unbekannt
| Tag                             | Name                | Beruf, bekannt als                      | Alter | Beleg |
| ------------------------------- | ------------------- | --------------------------------------- | ----- | ----- |
| vor 24. April                   | Johannes Möhrle     | deutscher Architekt und Hochschullehrer | 86    |       |
| zwischen 22. und 25. April      | Mark Grajew         | russischer Mathematiker                 | 94    |       |
| 22. oder 23. April              | Anne Pippin Burnett | US-amerikanische Klassische Philologin  | 91    |       |
| Tod bekanntgegeben am 17. April | Güven Arsebük       | türkischer Prähistorischer Archäologe   | ≈80   |       |
| tot aufgefunden am 12. April    | Sheila Abdus-Salaam | US-amerikanische Richterin              | 65    |       |
| Tod bekanntgegeben am 7. April  | Nigel Sitwell       | britischer Naturschützer und Autor      | 81    |       |
| Tod bekanntgegeben am 2. April  | Delmar Brown        | US-amerikanischer Keyboarder            | 63    |       |
| April                           | Wolfhart Langer     | deutscher Paläontologe                  | 83    |       |